# 1154 Astronomia
1154 Astronomia este o planetă minoră (asteroid), cu un diametru de 55,715 km, din centura de asteroizi. A fost descoperită pe 8 februarie 1927 la Observatorul Königstuhl de Karl Wilhelm Reinmuth și a fost numită după astronomie. 
Obiectul prezintă o orbită caracterizată de o semiaxă mare de 3,3930649 UAi, o excentricitate de 0,0742, o înclinație de 4,53233 ° în raport cu ecliptica.